# Omloop Het Nieuwsblad de 2019
A 74.ª edição da clássica ciclista Omloop Het Nieuwsblad foi uma corrida em Bélgica que se celebrou 2 de março de 2019 sobre um percurso de 200 quilómetros com início na cidade de Gante e final no município de Ninove. A corrida deu começo à ano de clássicas de pavé.
A corrida fez parte do UCI WorldTour de 2019, calendário ciclístico de máximo nível mundial, sendo a quarta corrida de dito circuito. O vencedor foi o checo Zdeněk Štybar do Deceuninck-Quick Step seguido dos belgas Greg Van Avermaet do CCC e Tim Wellens do Lotto Soudal.

## Percorrido
A saída encontra-se na cidade de Gante e final no município de Ninove na província de Flandres Oriental sobre uma distância de 200 quilómetros. O percurso incluiu 9 trechos planos de pavé e 13 muros, alguns deles com zonas empredadas:
| Muros  |                       |       |         |                 |                    |                     |
| Número | Nome                  | Km    | Tipo    | Comprimento (m) | Pendente média (%) | Pendente máxima (%) |
| ------ | --------------------- | ----- | ------- | --------------- | ------------------ | ------------------- |
| 1      | Leberg                | 42    | asfalto | 950             | 4,2%               | 13,8%               |
| 2      | Den Ast               | 75,6  | asfalto | 450             | 5.5%               | 11%                 |
| 3      | Katteberg             | 101,4 | asfalto | 750             | 6%                 | 11%                 |
| 4      | Leberg                | 111   | asfalto | 950             | 4,2%               | 13,8%               |
| 5      | Rekelberg             | 126   | asfalto | 800             | 4%                 | 9%                  |
| 6      | Valkenberg            | 134   | asfalto | 540             | 8,1%               | 12,8%               |
| 7      | Wolvenberg            | 145,2 | pavé    | 645             | 7,9%               | 17,3%               |
| 8      | Molenberg             | 157,5 | pavé    | 463             | 7%                 | 14,2%               |
| 9      | Leberg                | 165   | asfalto | 950             | 4,2%               | 13,8%               |
| 10     | Berendries            | 169   | asfalto | 940             | 7%                 | 12,3%               |
| 11     | Elverenberg-Vossenhol | 171,5 | asfalto | 1268            | 3,6%               | 9%                  |
| 12     | Muur-Kapelmuur        | 183,3 | pavé    | 475             | 9.3%               | 19,8%               |
| 13     | Bosberg               | 187,2 | pavé    | 980             | 5,8%               | 11%                 |

| Trechos de pavé |              |       |                 |
| Número          | Nome         | Km    | Comprimento (m) |
| --------------- | ------------ | ----- | --------------- |
| 1               | Haaghoek     | 38,9  | 2000            |
| 2               | Huisepontweg | 70    | 1800            |
| 3               | Holleweg     | 102,1 | 1500            |
| 4               | Haaghoek     | 107,8 | 2000            |
| 5               | Paddestraat  | 117   | 2300            |
| 6               | Ruiterstraat | 145,4 | 800             |
| 7               | Kerkgate     | 148,6 | 1030            |
| 8               | Jagerij      | 151,2 | 800             |
| 9               | Haaghoek     | 162   | 2000            |

## Equipas participantes
Tomaram parte na corrida 25 equipas: 18 de categoria UCI WorldTeam; e 7 de categoria Profissional Continental. Formando assim um pelotão de 173 ciclistas dos que acabaram 110. As equipas participantes foram:
| Equipes WorldTeam (18)- AG2R La Mondiale - Astana - Bahrain-Merida - Bora-hansgrohe - CCC Team - Deceuninck-Quick Step - Dimension Data - EF Education First - Groupama-FDJ - Team Jumbo-Visma - Katusha-Alpecin - Lotto Soudal - Mitchelton-Scott - Movistar Team - Sky - Team Sunweb - Trek-Segafredo - UAE Team Emirates Equipes profissionais Continentais (7)- Cofidis, Solutions Crédits - Corendon-Circus - Direct Énergie - Roompot-Charles - Sport Vlaanderen-Baloise - Wallonie Bruxelles - Wanty-Groupe Gobert |
| |

## Classificações finais
- As classificações finalizaram da seguinte forma:[4]

### Classificação geral
| \| Classificação geral \| Classificação geral \| Classificação geral \| Classificação geral \| Classificação geral \| \| Ciclista \| Ciclista \| Equipe \| Tempo \| \| \| ------------------- \| ------------------- \| --------------------- \| ------------------- \| ------------------- \| \| 1. \| Zdeněk Štybar \| Deceuninck-Quick Step \| 4h53m17s \| \| \| 2. \| Greg Van Avermaet \| CCC Team \| + 9s \| \| \| 3. \| Tim Wellens \| Lotto-Soudal \| + 9s \| \| \| 4. \| Alexey Lutsenko \| Astana \| + 9s \| \| \| 5. \| Dylan Teuns \| Bahrain-Merida \| + 9s \| \| \| 6. \| Jean-Pierre Drucker \| Bora-Hansgrohe \| + 19s \| \| \| 7. \| Yves Lampaert \| Deceuninck-Quick Step \| + 19s \| \| \| 8. \| Philippe Gilbert \| Deceuninck-Quick Step \| + 19s \| \| \| 9. \| Matteo Trentin \| Mitchelton-Scott \| + 19s \| \| \| 10. \| Oliver Naesen \| AG2R La Mondiale \| + 19s \| \| \| 11. \| Jens Keukeleire \| Lotto-Soudal \| + 19s \| \| \| 12. \| Michael Matthews \| Team Sunweb \| + 19s \| \| \| 13. \| Wout van Aert \| Team Jumbo-Visma \| + 19s \| \| \| 14. \| Dylan van Baarle \| Team Sky \| + 19s \| \| \| 15. \| Sebastian Langeveld \| EF Education First \| + 19s \| \| \| 16. \| Bob Jungels \| Deceuninck-Quick Step \| + 19s \| \| \| 17. \| Laurens De Vreese \| Astana \| + 19s \| \| \| 18. \| Stefan Küng \| Groupama-FDJ \| + 19s \| \| \| 19. \| Nils Politt \| Katusha-Alpecin \| + 28s \| \| \| 20. \| Niki Terpstra \| Direct Énergie \| + 29s \| \| |                     |                       |          |
| |                     |                       |          |
| Fonte: ProCyclingStats |                     |                       |          |
| Classificação geral |                     |                       |          |
| Ciclista | Ciclista            | Equipe                | Tempo    |
| 1. | Zdeněk Štybar       | Deceuninck-Quick Step | 4h53m17s |
| 2. | Greg Van Avermaet   | CCC Team              | + 9s     |
| 3. | Tim Wellens         | Lotto-Soudal          | + 9s     |
| 4. | Alexey Lutsenko     | Astana                | + 9s     |
| 5. | Dylan Teuns         | Bahrain-Merida        | + 9s     |
| 6. | Jean-Pierre Drucker | Bora-Hansgrohe        | + 19s    |
| 7. | Yves Lampaert       | Deceuninck-Quick Step | + 19s    |
| 8. | Philippe Gilbert    | Deceuninck-Quick Step | + 19s    |
| 9. | Matteo Trentin      | Mitchelton-Scott      | + 19s    |
| 10. | Oliver Naesen       | AG2R La Mondiale      | + 19s    |
| 11. | Jens Keukeleire     | Lotto-Soudal          | + 19s    |
| 12. | Michael Matthews    | Team Sunweb           | + 19s    |
| 13. | Wout van Aert       | Team Jumbo-Visma      | + 19s    |
| 14. | Dylan van Baarle    | Team Sky              | + 19s    |
| 15. | Sebastian Langeveld | EF Education First    | + 19s    |
| 16. | Bob Jungels         | Deceuninck-Quick Step | + 19s    |
| 17. | Laurens De Vreese   | Astana                | + 19s    |
| 18. | Stefan Küng         | Groupama-FDJ          | + 19s    |
| 19. | Nils Politt         | Katusha-Alpecin       | + 28s    |
| 20. | Niki Terpstra       | Direct Énergie        | + 29s    |

## UCI World Ranking
A Omloop Het Nieuwsblad outorgou pontos para o UCI World Ranking para corredores das equipas nas categorias UCI WorldTeam, Profissional Continental e Equipas Continentais. As seguintes tabelas são o barómetro de pontuação e os 10 corredores que obtiveram mais pontos:
| Posição   | 1.º | 2.º | 3.º | 4.º | 5.º | 6.º | 7.º | 8.º | 9.º | 10.º | 11.º | 12.º | 13.º | 14.º | 15.º-20.º | 21.º-30.º | 31.º-50.º | 51.º-55.º | 56.º-60.º |
| Pontuação | 300 | 250 | 215 | 175 | 120 | 115 | 95  | 75  | 60  | 50   | 40   | 35   | 30   | 25   | 20        | 12        | 5         | 2         | 1         |

| Classificação |                   |                       |        |
| Ciclista      | Ciclista          | Equipa                | Pontos |
| ------------- | ----------------- | --------------------- | ------ |
| 1.º           | Zdeněk Štybar     | Deceuninck-Quick Step | 300    |
| 2.º           | Greg Van Avermaet | CCC                   | 250    |
| 3.º           | Tim Wellens       | Lotto Soudal          | 215    |
| 4.º           | Alexey Lutsenko   | Astana                | 175    |
| 5.º           | Dylan Teuns       | Bahrain Merida        | 120    |
| 6.º           | Jempy Drucker     | Bora-Hansgrohe        | 115    |
| 7.º           | Yves Lampaert     | Deceuninck-Quick Step | 95     |
| 8.º           | Philippe Gilbert  | Deceuninck-Quick Step | 75     |
| 9.º           | Matteo Trentin    | Mitchelton-Scott      | 60     |
| 10.º          | Oliver Naesen     | AG2R La Mondiale      | 50     |